# On-Line Picasso Project
Das On-Line Picasso Project ist eine digitale Sammlung und Fundgrube des literarischen und künstlerischen Werks von Pablo Ruiz Picasso. Es wurde im Jahr 1997 von Enrique Mallen (Sam Houston State University) eingerichtet und vom Center for the Study of Digital Libraries an der Texas A&M University sowie dem Foreign Languages Department an der Sam Houston State University betreut. Es umfasste zuletzt am 4. April 2015:
- 25.206 katalogisierte Kunstwerke
- 12.778 Werkanmerkungen
- 6.420 Werkkommentare
- 3.829 gelistete Sammlungen
- 12.293 biografische Einträge
- 1.053 biografische Kommentare
- 4.673 ausgesuchte Referenzen
- 14.379 archivierte Aufsätze

Das Projekt bietet Forschern, Kennern und Besuchern gleichermaßen die Möglichkeit, eine Übersicht über die wichtigsten Ereignisse in Picassos Leben und über seine Kunstwerke sowie die Museen und Sammlungen zu gewinnen, die Werke von ihm besitzen. Seit etwa Anfang 2011 ist der Zugang nicht mehr unmittelbar möglich, Kunstinteressierte müssen zuvor ein persönliches Passwort zum Projekt, das über E-Mail an den Autor des Projektes unentgeltlich zu erhalten ist, über die Eingangsseite erfragen.
OPP ist die Abkürzung, die für die Referenznummer der Werke benutzt wird, und zwar nach dem Muster OPP.xx:zzz, xx = Jahrgang zweistellig, zzz = laufende Nummer der Erfassung.